# Kirchenvorstand (Evangelisch-methodistische Kirche)
Der Kirchenvorstand ist in der Zentralkonferenz Deutschland der Evangelisch-methodistischen Kirche ein Gremium, das die laufenden kirchlichen Geschäfte im Gebiet der Zentralkonferenz Deutschland führt.
Zum Kirchenvorstand unter Leitung des Bischofs gehören die Superintendenten und die Laienführer der Jährlichen Konferenzen von Amts wegen. Die Zentralkonferenz beruft je Jährlicher Konferenz ein pastorales Mitglied (Gemeindepastor) der Zentralkonferenz; hinzugewählt werden weitere Laienabgeordnete der Zentralkonferenz in der Anzahl, dass zum Kirchenvorstand gleich viele Geistliche und Laien gehören.
Die Amtsdauer des Kirchenvorstands beträgt vier Jahre, jeweils von einer Ordentlichen Zentralkonferenz bis zur nächsten.
Trifft der Kirchenvorstand Entscheidungen, die eigentlich der Zentralkonferenz zustehen, der gegenüber er rechenschaftspflichtig ist, gelten sie nur bis zur Tagung der nächsten Zentralkonferenz.
In der Zentralkonferenz von Mittel- und Südeuropa wird das gleiche Gremium als Exekutivkomitee bezeichnet, da diese Bezeichnung in den meisten der vielen Sprachen der Zentralkonferenz ähnlich lautet.